# Universidad Marcelino Champagnat
La Universidad Marcelino Champagnat (UMCH) es una universidad privada marista ubicada en el distrito de Santiago de Surco, en la ciudad de Lima, capital del Perú. Fue creada mediante Ley N.º 25180 del 5 de enero de 1990, y licenciada por la Superintendencia Nacional de Educación Superior (Sunedu) el 12 de octubre de 2017. Cuenta con 2400 estudiantes, y ofrece 17 carreras en pregrado y 20 programas de posgrado.

## Historia
La Universidad Marcelino Champagnat inicialmente se fundó en 1948, denominándose entonces Escuela Normal Santo Tomás de Aquino. En 1974, la Normal se trasladó a la sede del Colegio Champagnat, ubicado en el distrito de Miraflores. En 1983, cambió su nombre por Instituto Superior Pedagógico Marcelino Champagnat.
El 5 de enero de 1990, se crea la universidad mediante Ley N.º 25180, emitida durante el gobierno de Alan García. 
En 2006, se traslada su campus al distrito de Santiago de Surco; mientras que, la antigua sede de Miraflores es ocupada posteriormente por la Universidad de Piura.
El 12 de octubre de 2017, la Superintendencia Nacional de Educación Superior (Sunedu) otorgó el licenciamiento a la universidad tras verificar el cumplimiento de las condiciones básicas de calidad exigidas.

## Áreas académicas

### Pregrado
| Facultad                      | Programas académicos                                                         |
| ----------------------------- | ---------------------------------------------------------------------------- |
| Educación y Psicología        | - Educación Inicial - Educación Primaria - Educación Secundaria - Psicología |
| Administración y Contabilidad | - Administración - Contabilidad                                              |